# Lorenz Funk senior
Lorenz „Lenz“ Funk (* 17. März 1947 in Bad Tölz; † 29. September 2017 in Greiling) war ein deutscher Eishockeyspieler, der später als Eishockeymanager und -trainer sowie als Sportdirektor tätig war. Er ist Mitglied in der Hall of Fame Deutschlands.

## Karriere

### Spieler
Aus dem Nachwuchs des SC Reichersbeuern kommend begann seine Spielerkarriere beim EC Bad Tölz, mit dem er 1966 seinen ersten Deutschen Meistertitel gewann. 1972 wechselte er zum Berliner SC, mit dem er 1974 und erneut 1976 Deutscher Meister wurde.
1982 wechselte er für die Saison 1982/83 zurück nach Bayern zum SC Riessersee, bevor er 1983 zurück nach Berlin zum BSC Preussen in die 2. Bundesliga wechselte.
1986 beendete er in Berlin offiziell seine Karriere. 1988/89 ging er noch einmal auf das Eis, um mit seinen beiden Söhnen Florian „Flocko“ und Lorenz Funk in einer Reihe in der 2. Bundesliga 1989/90 beim EC Bad Tölz zu spielen. Im Alter von 56 Jahren kam er beim Verein Berlin Capitals in der Regionalliga 2002/03 noch einmal für ein Spiel zurück aufs Eis.
Insgesamt bestritt Funk im Laufe seiner Karriere 687 Bundesliga-Spiele. Dabei erzielte er 435 Tore und 881 Scorerpunkte. In der Spielzeit 1967/68 war er Topscorer der Liga.
Mit der Eishockeynationalmannschaft, für die er insgesamt 225 Spiele bestritt, nahm er an den Olympischen Winterspielen 1968 und 1972 teil. Er gehörte auch bei den Winterspielen von 1976 zur Mannschaft, mit der er die Bronzemedaille holte. Außerdem nahm er zwischen 1966 und 1979 an insgesamt 13 Eishockeyweltmeisterschaften teil.
Für seine sportlichen Leistungen wurde er mit dem Silbernen Lorbeerblatt ausgezeichnet.

### Trainer
1986 übernahm Lorenz Funk das Traineramt beim BSC Preussen Berlin, mit dem ihm der Wiederaufstieg in die Bundesliga gelang.
1988 übernahm er das Traineramt beim EC Bad Tölz, bevor er für die Saison 1990/91 Trainer beim SV Bayreuth wurde. Im Jahr 2015 nahm er überraschend das Traineramt des Bezirksligaclubs ESC Holzkirchen an.

### Manager/Sportdirektor
1991 wechselte er nach Berlin zu den Eisbären Berlin, wo er bis 2000 blieb. 2000 wechselte er zu den Berlin Capitals: zuerst als Sportdirektor, bevor er bis 2004 das Präsidentenamt bei dem Verein übernahm.

## Sonstiges
Funk erhielt am 5. Februar 1991 das Bundesverdienstkreuz am Bande.
Er lebte mit seiner Frau Marlene im oberbayerischen Greiling, wo er im September 2017 im Alter von 70 Jahren an den Folgen einer Krebserkrankung starb.